# 官和侗族土家族苗族乡
官和侗族土家族苗族乡是中华人民共和国贵州省铜仁市江口县下辖的一个民族乡。

## 行政区划
官和侗族土家族苗族乡下辖以下村级行政区划单位：
官和村、江溪屯村、泗渡村和新田村。